# Mesiotelus tenellus
Mesiotelus tenellus är en spindelart som först beskrevs av Tord Tamerlan Teodor Thorell 1875.  Mesiotelus tenellus ingår i släktet Mesiotelus och familjen månspindlar.
Artens utbredningsområde är Italien. Inga underarter finns listade i Catalogue of Life.